# The Shins
The Shins est un groupe de rock indépendant américain, originaire d'Albuquerque, dans le Nouveau-Mexique. Il est formé en 1997 par d'anciens membres de Flake Music à la suite de la dissolution de celui-ci. Il est composé de James Russell Mercer (chant, guitare), Dave Hernandez (basse), Martin Crandall (claviers), Jesse Sandoval (batterie) et Eric Janabelle qui a rejoint le groupe lors de leur tournée pour Wincing the Night Away. Leur musique est généralement qualifiée de rock indépendant, surfant sur plusieurs genres musicaux tels que la pop (dans la lignée des Beach Boys), les musiques country et folk.

## Biographie

### Débuts (1996–2000)
The Shins est formé en 1996 à Albuquerque, dans le Nouveau-Mexique, par d'anciens membres du groupe Flake Music. Flake Music (anciennement appelé Flake) se composait des membres et guitariste/chanteur James Mercer, du batteur Jesse Sandoval, du claviériste Martin Crandall, et du bassiste Neal Langford. Le groupe commence en 1992 à enregistrer quelques singles et un album, When You Land Here, It's Time to Return, qui est bien accueilli. Le groupe tourne avec Modest Mouse et Califone. Mercer forme the Shins et recrute Sandoval à la batterie. Sur son intérêt pour la musique, Mercer explique que « ...ça m'a sorti de ma coquille et donné une vie sociale. » Ils commencent à jouer en duo avec Cibo Matto et the American Analog Set. Le groupe ajoute Dave Hernandez des Scared of Chaka et Ron Skrasek à la formation, mais les deux musiciens quitte le groupe avant la fin de la décennie pour rester au sein de Scared of Chaka. En 1999, Flake Music se sépare et Neal Langford se joint aux Shins.
Les deux premiers singles des Shins, Nature Bears A Vacuum et When I Goose-Step, sont édités par le label Omnibus. En 1999, durant une tournée en compagnie de Modest Mouse, leurs chansons apparaissent sur Napster et deviennent rapidement très téléchargées. Un représentant du label Sub Pop remarque ce succès et leur propose un contrat. The Shins devient ainsi un des premiers groupes (peut être même le premier groupe) à signer chez une maison de disques grâce à Internet et au Peer to Peer (op. cit.).

### Débuts et popularité (2001–2003)

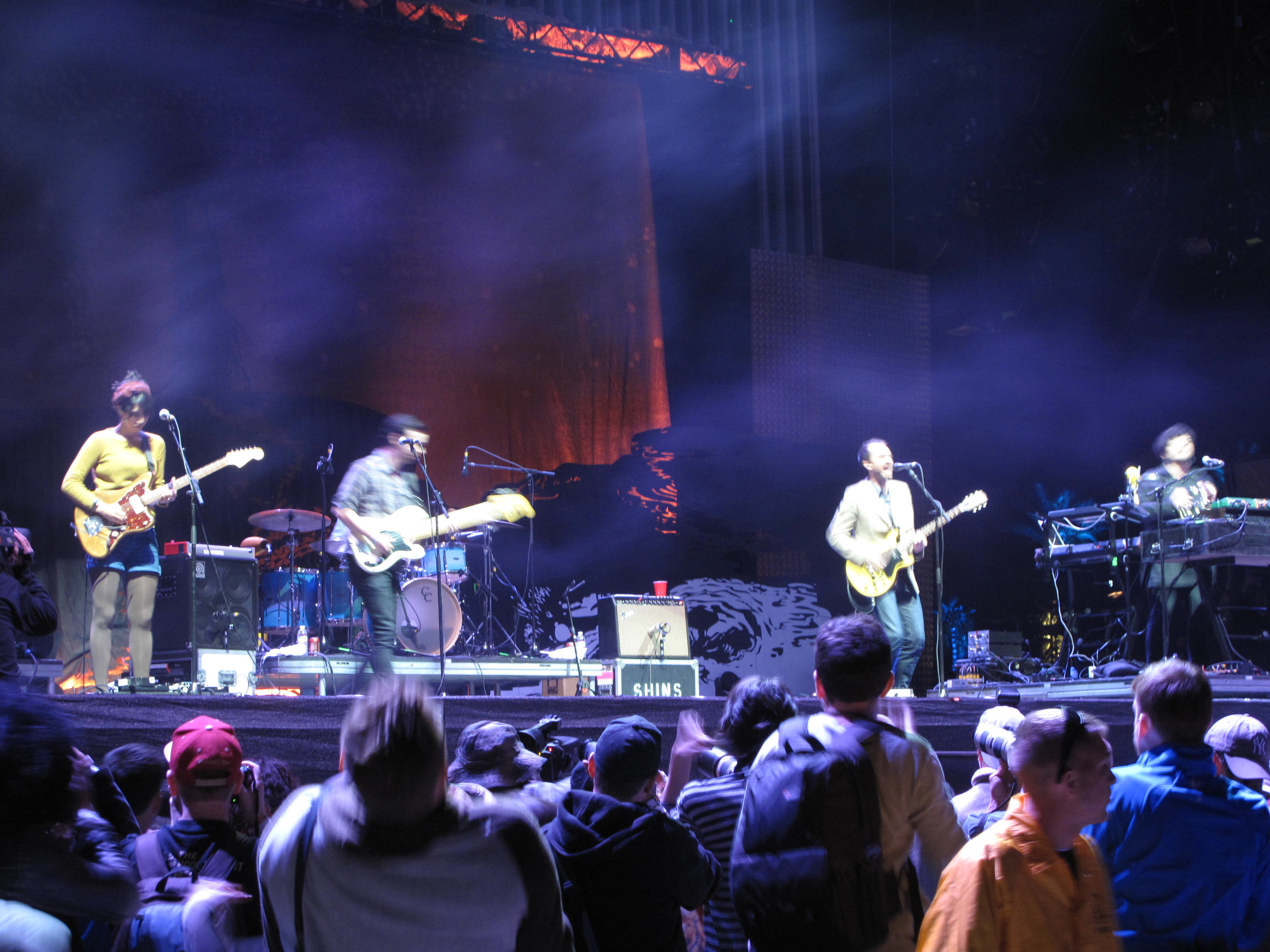
The Shins.

Le premier album du groupe, Oh, Inverted World, est publié en juin 2001, sous format vinyle puis sous format compact disc le mois suivant. La majeure partie de l'album est enregistré pour Sub Pop chez Mercer,. L'album est bien accueilli par la presse spécialisée, et solidifie la réputation du groupe dans le rock indépendant mais aussi dans la scène musicale d'Albuquerque avec le « pop glorieux » de Oh, Inverted World. L'album aide à rétablir la force dominante de Sub Pop Records dans la communauté indépendante ; le label n' pas percé pendant les années qui ont précédé. Le groupe passe le reste de l'année à jouer avec des groupes comme Preston School of Industry et Red House Painters. New Slang aide Oh, Inverted World à atteindre les 100 000 exemplaires vendus en deux ans, remarquable pour un label indépendant ; Sub Pop espérait en vendre 10 000. Le morceau est utilisé dans une publicité pour McDonald's pour les Jeux olympiques d'hiver de 2002 ce qui ne plait pas forcément aux fans du groupe et à la scène indépendante,.
Les royalties touchées par Mercer l'aident à acheter une maison à Portland, Oregon, où le groupe se bâtit un studio en sous-sol et enregistre un deuxième album, Chutes Too Narrow (2003),. À cette période, le groupe remplace Langford à la basse avec Dave Hernandez (de Scared of Chaka). Bien qu'enregistrer dans un sous-sol n'est pas confortable pour le groupe, celui-ci se dit que « c'est moins cher qu'un vrai studio. » La maison se retrouve fracturée, et des voleurs réussiront à s'introduire et à voler les dernières bandes de Oh, Inverted World. L'album est publié en octobre 2003 et bien accueilli par la presse spécialisée qui l'ajoutera à ses listes de fin d'année,. Il atteint la 86e place du Billboard 200.

### Succès (2004–2007)
En 2004, Caring is Creepy et New Slang, deux chansons de Oh, Inverted World, sont utilisées dans le film Garden State de Zach Braff. Le succès du film au box office aura un impact considérable sur les ventes de l'album et sur la notoriété du groupe. En effet, quand le film sort, le groupe revient à peine de tournée pour l'album Chutes Too Narrow et voit ainsi les ventes de celui-ci se faire rattraper par celles de Oh, Inverted World. L'intérêt du public est tel que le groupe repart en tournée et devient au passage le plus gros vendeur de l'histoire de leur label (dépassant largement Bleach, le premier album de Nirvana). Après le succès du film, chacun des deux albums s'est vendu à environ 500 000 exemplaires.
Le troisième album des The Shins, sorti en 2007, s'intitule Wincing the Night Away. The Shins ont collaboré pour créer un t-shirt pour le Yellow Bird Project afin de recueillir des fonds pour le Nature Conservancy.

### Pause (2008–2013)

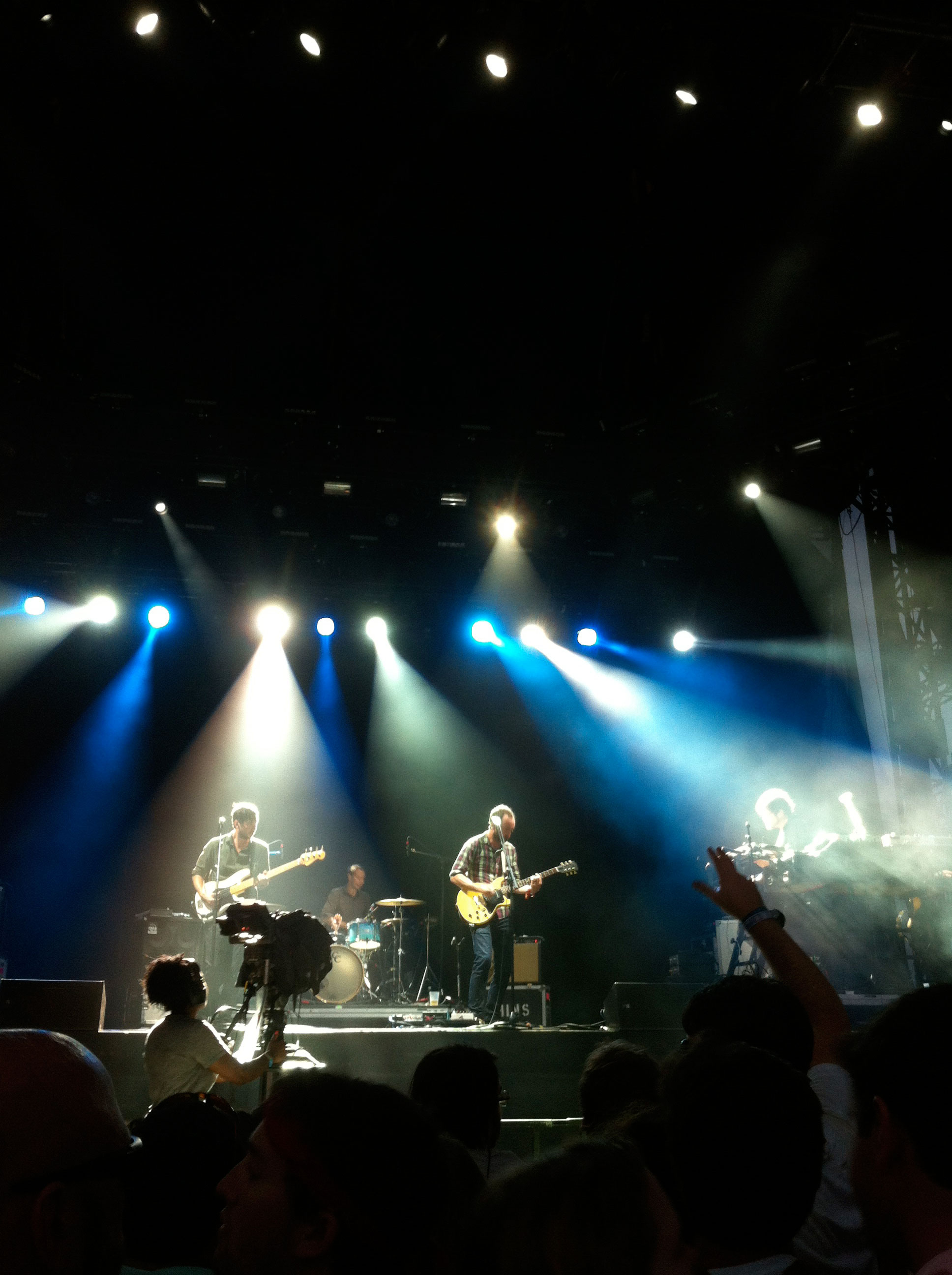
The Shins en 2013.

En 2009, le groupe se sépare de Martin Crandall et Jesse Sandoval, officiellement pour raisons artistiques, et accueille Ron Lewis (Grand Archives, Fruit Bats) à la basse et Joe Plummer (Modest Mouse) à la batterie. Le nouvel album du groupe pourrait sortir début 2010. En parallèle, James Mercer s'associe avec le producteur Danger Mouse pour former le groupe Broken Bells, dont l'album du même nom sort en mars 2010.
En décembre 2011, le groupe annonce la sortie de leur quatrième album, Port of Morrow, au mois de mars 2012. C'est le premier album des Shins à sortir sous le label de James Mercer, Aural Apothecary, en partenariat avec Columbia Records.

### Dernières activités (depuis 2014)
En 2014, The Shins enregistre et publie une nouvelle chanson, So Now What, pour la bande son du film Wish I Was Here (réalisé par Zach Braff de Garden State). Mercer révèle au magazine Billboard qu'il était extrêmement fier quand il est sorti : « Je crois que c'est la meilleure chanson qu'on ait jamais faite. » En novembre, une réédition du premier album de Flake Music, When You Land Here It's Time to Return, est publiée.
En 2016, le groupe enregistre une reprise du morceau The Word des Beatles pour l'émission diffusée sur Netflix Beat Bugs. Entretemps, Mercer commence à travailler sur le cinquième album du groupe. Le groupe annonce l'album Heartworms en janvier ; il est publié le 10 mars 2017. Ils entament une mini-tournée en son soutien.

## Membres

### Membres actuels
- James Mercer – chant, guitare (depuis 1996)
- Yuuki Matthews – basse, claviers, chœurs (depuis 2011)
- Mark Watrous – guitare, claviers, chœurs (depuis 2014)[25]
- Casey Foubert – guitare (depuis 2016)
- Jon Sortland  – batterie (depuis 2016)
- Patti King – claviers (depuis 2016)

### Anciens membres
- Jesse Sandoval – batterie, percussions (1996–2009)
- Martin Crandall – claiviers, basse, chœurs (1998–2009)
- Dave Hernandez – guitare, basse, chœurs (1998–2000, 2003–2009)
- Neal Langford – basse (2000–2003)
- Eric Johnson  – piano, claviers, guitare, banjo, chœurs (2007–2011)
- Ron Lewis – basse (2009–2011)
- Jessica Dobson (Deep Sea Diver) – guitare, chœurs (2011–2013)[26]
- Joe Plummer – batterie, percussions, chœurs (2009–2016)
- Richard Swift – claviers, piano, orgue, synthétiseur, percussions, chœurs (2011–2016)

## Discographie

### Albums studio
- 2001 : Oh, Inverted World (Sub Pop)
- 2003 : Chutes Too Narrow (Sub Pop)
- 2007 : Wincing the Night Away (Sub Pop)
- 2012 : Port of Morrow (Aural Apothecary/Columbia Records)
- 2017 : Heartworms (Aural Apothecary/Columbia Records)

### Singles
- Nature Bears a Vacuum (1998, Omnibus)
- When I Goose-Step (2000, Omnibus)
- New Slang (2001, Sub Pop)
- Know Your Onion! (EP, 2002, Sub Pop)
- So Says I (2003, Sub Pop)
- Fighting in a Sack (EP, 2004, Sub Pop)
- Phantom Limb (EP, 2007, Sup Pop)
- Australia (EP, 2007, Sup Pop)
- Turn on Me (EP, 2007, Sup Pop)
- Sea Legs (EP, 2007, Sup Pop)
- Simple Song (Port of Morrow, 2012)

### Participation
- Holidays Rule (en) (album compilation de Noël) (2012) : Wonderful Christmastime

## Réutilisations des chansons du groupe
- Scrubs : My Balancing Act (2002), New Slang
- Gilmore Girls : épisodes 2x07 et 4x17[Quoi ?]
- Caring Is Creepy et New Slang dans Garden State
- Shelter : 16 mm Moonshine Experiment No. 3.Produit par the moonshine conspiracy, film de surf réalisé par Chris Malloy. morceau New Slang[Quoi ?]
- Chuck : épisode 1x01 (A Comet Appears, de l'album  Wincing the Night Away)
- Les Soprano : saison 4 , épisode Eloise (New Slang)
- The Way : New Slang
- Numb3rs
- Saturday Night Live[Quand ?] : Jake Gyllenhaal/The Shins, New Slang
- En bonne compagnie : Gone for Good, Those to Come)
- The Amazing Spider-Man : No Way Down de l'album Port of morrow
- How I Met Your Mother : Something New 8x24 (2013) Simple Song de l'album Port of morrow
- Le Rôle de ma vie (Wish I Was Here) : So Now What (2014)
- Libre et assoupi (2014) : New Slang
- Winter Passing (2005) : Those to Come